# Thomas Paulsen
Thomas Paulsen (* 21. Juni 1959 in Konstanz) ist ein deutscher Altphilologe.

## Leben
Nach dem Abitur am Heinrich-Suso-Gymnasium Konstanz 1978 legte Paulsen nach einem Studium der Fächer Latein und Griechisch 1984/85 an der Universität Konstanz das Erste Staatsexamen ab. Von 1985 bis 1992 war er abwechselnd als Wissenschaftliche Hilfskraft in Konstanz tätig, wo er Latinum-Kurse betreute, sowie als Wissenschaftlicher Mitarbeiter an der Ruhr-Universität Bochum; hier wurde er 1992 mit der Dissertation Inszenierung des Schicksals. Tragödie und Komödie im Roman des Heliodor promoviert. 
1993–98 war er Wissenschaftlicher Assistent, 1998 habilitierte er sich, 1999 wurde er zum Hochschuldozenten ernannt. 2004 wechselte er an die Johann Wolfgang Goethe-Universität in Frankfurt am Main, wo er bis 2005 den Lehrstuhl für Gräzistik vertrat. Am 29. September 2005 wurde er zum Lehrstuhlinhaber und ordentlichen Professor ernannt. Zurzeit arbeitet er mit Stefan Alkier am Frankfurter Neuen Testament (FNT), einer Neuübersetzung neutestamentlicher Schriften.
Thomas Paulsen spielte aktiv Schach beim Schachclub an der Uni Bochum 1969. Seine beste Deutsche Wertungszahl (DWZ) war 2004 mit 1.784.

## Forschungsschwerpunkte
Paulsen beschäftigt sich mit der Attischen Tragödie, mit griechischer Geschichtsschreibung, mit politischer Rhetorik, mit dem antiken Roman und der Johannes-Apokalypse.

## Veröffentlichungen (Auswahl)
- 1999: Die Parapresbeia-Reden des Demosthenes und des Aischines: Kommentar und Interpretation zu Demosthenes, or. XIX, und Aischines, or. II (Bochumer Altertumswissenschaftliches Colloquium (BAC) 40). Wissenschaftlicher Verlag Trier (WVT), ISBN 978-3-88-476345-2
- 2005: Geschichte der griechischen Literatur. Reclam-Verlag, ISBN 978-3-15-017657-3
- 2018: Identitätswahrung durch Abgrenzung oder warum kaiserzeitliche Griechen kein Latein lernten. In:  F. Wilk (Hrsg.): Identität und Sprache. Prozesse jüdischer und christlicher Identitätsbildung im Rahmen der Antike. S. 63 – 87, Göttingen
  - Der kommende Gott und die Götter der Anderen. Hrsg. mit Stefan Alkier: Apollon, Artemis, Asteria und die Apokalypse des Johannes. Eine Spurensuche zur Intertextualität und Intermedialität im Rahmen griechisch-römischer Kultur. Nach einem Seminar zur Poetik und Intertextualität der Johannesapokalypse, Sommersemester 2017 Fachbereich Evangelische Theologie Goethe-Universität Frankfurt, S. 13–147, Leipzig

- Übersetzung und Hrsg.:
  - Platon: Symposion. Stuttgart: Reclam, 2006, ISBN 978-3-15-018527-8
  - mit Rudolf Rehn: Platon: Timaios. ebd., 2003 (überarb. Aufl. 2009), ISBN 978-3-15-018285-7
- Übersetzung:
  - mit Rudolf Rehn: Platon: Phaidros (Philosophische Bibliothek 720), Hamburg: Meiner, 2019, ISBN 978-3-7873-3620-3 (print), DOI: 10.28937/978-3-7873-3621-0